# Dörenbach
Der Dörenbach, seltener auch Dörrenbach, ist ein Bach des Mittleren Pfälzerwalds auf der und am Rand der nordwestlichen Waldexklave der Stadt Landau in der Pfalz im Landkreis Südliche Weinstraße in Rheinland-Pfalz. Er läuft gut 3,4 km lang etwa südsüdöstlich und fließt dann von rechts im Landauer Waldbezirk Godramsteiner Wald mit dem Katzenbach zum Eußerbach zusammen.
Der Dörenbach kann auch als der rechte Quellbach des Eußerbachs angesehen werden; denn sein EZG ist mit 7,2 km² größer als das EZG des Katzenbaches mit 6,0 km², der als Hauptoberlauf des Eußerbachs gilt.

## Name
Seinen Namen hat der Dörenbach nach dem 513,8 m hohen Döreneck, an dessen Südfuß sein Lauf endet.

## Geographie

### Verlauf
Der Dörenbach entspringt auf etwa 457 m ü. NHN dem Erlenbrunnen. Die Quelle liegt in einem Kerbtal etwa 400 Meter südöstlich des 552,9 m hohen Erlenkopf-Gipfels im Waldbezirk Nußdorfer Wald von Landau.
Von hier aus zieht der Dörenbach mit ziemlichem Gefälle und einigen merklichen Richtungsschwenks an den zulaufenden Nebentälern insgesamt in südsüdöstlicher Richtung durch das nach ihm benannte Dörenbachtal. Im oberen Teil des Laufes grenzt schon bald eine Waldexklave von Frankweiler ans rechte Ufer. Es fließen ihm vier bedeutendere Gewässer zu:
- zunächst von links der Nußbach, der in 323 m Höhe nordwestlich des Kesselbergs (502,4 m) entspringt und ca. 0,4 km[LANDIS 2] lang ist
- dann von rechts der Armbrunnertalbach (1,8 km[1]), welcher am Sattel westlich des Armbrunnenkopfs (545,3 m) dem Armbrunnen entspringt und beim Einmünden etwas länger als der Dörenbach selbst ist, der nach diesem Zulauf wieder im Innern der Landauer Exklave läuft, hier nun im Godramsteiner Wald
- ein wieder kürzerer Bach vom Ostabfall des Armbrunnenkopfs (ca. 0,5 km[LANDIS 2])
- und schließlich der Godramsteiner Bach, der ein südöstlich des Armbrunnenkopfs beginnendes Kerbtal durchläuft (ca. 0,8 km[LANDIS 2]).

Dann vereint er sich bald, auf zuletzt fast schon östlichem Kurs, auf etwa 230 m vor dem auslaufenden Südsporn des die beiden Quellbachtäler trennenden, 513,8 m hohen Dörenecks mit dem aus dem Nordnordosten nahenden Katzenbach, womit der Eußerbach entsteht, der dann zunächst südlich durch das Birkental weiterfließt zur ersten Ortschaft Eußerthal im Talzug.

### Einzugsgebiet
Der Dörenbach entwässert 7,2 km² südsüdostwärts zum Eußerbach, die zur Gänze bewaldet sind. Sein Lauf von gut 3,4 km Länge hat ein recht großes Sohlgefälle von etwa 66 ‰. Der höchste Punkt im Einzugsgebiet ist der 554,7 m hohe Gipfel des Hahnenkopfs auf dem etwa ein Achtel der Fläche umfassenden Gebietsanteil von Frankweiler. Der überwiegende restliche Teil gehört zu Landau.

### Zuflüsse
Auswahl.
- Nußbach (links)
- Armbrunnertalbach[4] (rechts)
- Godramsteiner Bach (rechts)

## Anbindung
Parallel zum Dörenbach führt ein Wanderweg, der mit einem weiß-blauen Streifen markiert ist. Kurz vor der Mündung wird der Bach zusätzlich von einem weiteren Wanderweg, der mit einem roten Punkt markiert ist, überbrückt.

### LUBW
Amtliche Online-Gewässerkarte mit passendem Ausschnitt und den hier benutzten Layern: Lauf und Einzugsgebiet des Dörenbachs

Allgemeiner Einstieg ohne Voreinstellungen und Layer: Kartendienst des Landschaftsinformationssystems der Naturschutzverwaltung Rheinland-Pfalz (LANIS-Karte) (Hinweise)

1. 1 2 3 4  Höhe nach dem Höhenlinienbild.
2. 1 2 3  Länge abgemessen auf dem Hintergrundlayer Topographische Karte.

### Andere Belege
1. 1 2  Länge nach: GeoExplorer der Wasserwirtschaftsverwaltung Rheinland-Pfalz (Hinweise)
2. ↑  Einzugsgebiet nach: GeoExplorer der Wasserwirtschaftsverwaltung Rheinland-Pfalz (Hinweise)
3. ↑  Gleiche Fließgewässerkennzahl bei: GeoExplorer der Wasserwirtschaftsverwaltung Rheinland-Pfalz (Hinweise)
4. ↑  'bach' ergänzt, bei GeoPortal Wasser nur 'Armbrunnertal'